# 1988 na televisão
Nesta página encontram-se os fatos, estreias e términos sobre televisão que aconteceram durante o ano de 1988.

## Eventos

### Brasil

#### Janeiro
- 1.º de janeiro — O SBT exibe a 99.ª Parada da Rosas de Pasadena, Estados Unidos.
- 21 de janeiro — É inaugurada a TVS Ribeirão Preto, emissora própria do SBT em Ribeirão Preto, São Paulo.

#### Abril
- 4 de abril — Na TV Globo, o Jornal da Globo, ganha novo cenário.
- 9 de abril — O SBT exibe a 35.ª edição do Miss Brasil.
- 18 de abril — É inaugurada a TV Gazeta Sul, afiliada da Rede Globo em Cachoeiro de Itapemirim, Espírito Santo.

#### Maio
- É inaugurada a TV Clube, afiliada da Rede Manchete em Ribeirão Preto, São Paulo.
- 4 de maio — É inaugurada a TV Marco Zero, afiliada do SBT em Macapá, Amapá.
- 27 de maio — É inaugurada a TV Catarinense, afiliada da Rede Manchete em Joaçaba, Santa Catarina.

#### Junho
- 1.º de junho
  - É inaugurada a TV Rio no Rio de Janeiro, RJ.
  - É inaugurada a TV Subaé, afiliada da Rede Globo em Feira de Santana, Bahia.

#### Julho
- É inaugurada a TV Allamanda, afiliada do SBT em Porto Velho, Rondônia.

#### Agosto
- É inaugurada a TV União, afiliada da Rede Bandeirantes em Rio Branco, Acre.
- 8 de agosto
  - É inaugurada a TV Paraíso, afiliada da Rede Minas em São Sebastião do Paraíso, Minas Gerais.
  - É inaugurada a TV Sul de Minas, afiliada da Rede Globo em Varginha, Minas Gerais.

#### Setembro
- 17 de setembro — É inaugurada a TV Pampa Norte, afiliada da Rede Manchete em Carazinho, Rio Grande do Sul.
- 17 de setembro–2 de outubro — A Rede Globo, SBT, Rede Manchete e a Rede Bandeirantes realizam a cobertura dos Jogos Olímpicos de Verão de 1988.
- 28 de setembro — É inaugurada a RBS TV Santa Cruz do Sul, afiliada da Rede Globo em Santa Cruz do Sul, Rio Grande do Sul.

#### Outubro
- 1.º de outubro — É inaugurada a TV Globo Vale do Paraíba, emissora própria da Rede Globo em São José dos Campos, São Paulo.
- 10 de outubro — A Rede Globo exibe a 3.ª edição do Criança Esperança.

#### Novembro
- 5 de novembro — É inaugurada a TV Santa Cruz, afiliada da Rede Globo em Itabuna, Bahia.

#### Dezembro
- 15 de dezembro — É inaugurada a RBA TV, afiliada da Rede Manchete em Belém, Pará.
- 19 de dezembro
  - É inaugurada a TV Antena 10, afiliada da Rede Manchete em Teresina, Piauí.
  - É inaugurada a TV Maringá, afiliada da Rede Bandeirantes em Maringá, Paraná.
  - Na Rede Globo, a Tela Quente Especial ganha nova vinheta de abertura e grafismos.
- 31 de dezembro — A TV Gazeta e a Rede Globo exibem a 64.ª edição da Corrida Internacional de São Silvestre.

### Estados Unidos

#### Outubro
- 3 de outubro — É fundado o canal TNT pela Turner.

## Programas

### Janeiro
- 1.º de janeiro
  - O SBT reprisa o especial Uma Noite em Portugal com Roberto Leal, exibido originalmente em 18/12/1987.
  - A Rede Globo exibe através do Globo Repórter a Retrospectiva 1987.
- 3 de janeiro — Estreia Pequenas Empresas & Grandes Negócios na Rede Globo.
- 4 de janeiro — Estreia Chapadão do Bugre na Rede Bandeirantes.
- 20 de janeiro — A Rede Globo exibe o especial Tina in Rio.
- 25 de janeiro
  - Termina Estranho Poder no SBT.
  - Termina O Anjo Maldito no SBT.
- 29 de janeiro — Termina Chapadão do Bugre na Rede Bandeirantes.

### Março
- 6 de março — Estreia Cine Disney no SBT.
- 7 de março
  - Estreia Tela Quente na Rede Globo.
  - Estreia Veja o Gordo no SBT.[1]
- 11 de março — Termina Tudo ou Nada, juntamente com o bloco Romance da Tarde na Rede Manchete.
- 25 de março — Termina Bambolê na Rede Globo.
- 28 de março — Estreia Fera Radical na Rede Globo.

### Abril
- 1.º de abril — Termina Amor com Amor Se Paga no Vale a Pena Ver de Novo na Rede Globo.
- 4 de abril
  - Reestreia Ti Ti Ti no Vale a Pena Ver de Novo na Rede Globo.
  - Estreia Metrópolis na TV Cultura.
- 5 de abril
  - Estreia da 1.ª temporada de TV Pirata na Rede Globo.[2]
  - Estreia O Pagador de Promessas na Rede Globo.[3]
- 15 de abril — Termina O Pagador de Promessas na Rede Globo.
- 28 de abril — Estreia Tarcísio & Glória na Rede Globo.[4]

### Maio
- 9 de maio — Reestreia Dona Beija na Rede Manchete.
- 14 de maio
  - Termina Mandala na Rede Globo.
  - Termina Carmem na Rede Manchete.
- 16 de maio — Estreia Vale Tudo na Rede Globo.

### Junho
- 10 de junho — Termina Sassaricando na Rede Globo.
- 13 de junho — Estreia Bebê a Bordo na Rede Globo.

### Julho
- 2 de julho — Termina Cassino do Chacrinha na Rede Globo.
- 17 de julho — Estreia Encontro Marcado na Rede Manchete.
- 23 de julho - Estreia Três é Demais na Rede Globo.

### Agosto
- 6 de agosto — Estreia Milk Shake na Rede Manchete.
- 7 de agosto — Reestreia Imagens do Japão na TV Record.
- 9 de agosto — Estreia O Primo Basílio na Rede Globo.[5]
- 15 de agosto — Estreia Dó Ré Mi Fá Sol Lá Simony no SBT.
- 16 de agosto — Estreia Jô Soares Onze e Meia no SBT.[6]
- 19 de agosto — Termina Jornal 24 Horas no SBT.
- 20 de agosto — Termina Dona Beija na Rede Manchete.
- 22 de agosto
  - Estreia Olho por Olho na Rede Manchete.
  - Estreia TJ Noite no SBT.
- 26 de agosto — Estreia Cinema em Casa no SBT.
- 27 de agosto — Termina Noticentro no SBT.
- 29 de agosto — Estreia TJ Brasil no SBT.[7]
- 30 de agosto — Termina Agildo no País das Maravilhas na Rede Bandeirantes.

### Setembro
- 2 de setembro — Termina O Primo Basílio na Rede Globo.
- 3 de setembro — A Rede Globo exibe o especial Paralamas e Legião Juntos.
- 19 de setembro — A Rede Globo exibe o especial Roberto Carlos in Concert - Em Detalhes.
- 22 de setembro — A Rede Globo exibe o especial Cocó, My Darling.

### Outubro
- 12 de outubro — Estreia Criança Feliz na Rede Manchete.
- 21 de outubro — Termina Ti Ti Ti no Vale a Pena Ver de Novo na Rede Globo.
- 23 de outubro — Estreia Japan Pop Show na TV Gazeta.
- 24 de outubro — Reestreia Gabriela no Vale a Pena Ver de Novo na Rede Globo.

### Novembro
- 18 de novembro — Termina Fera Radical na Rede Globo.
- 21 de novembro
  - Estreia Pintando o Sete na TV Record.
  - Estreia Vida Nova na Rede Globo.
- 22 de novembro — Estreia Abolição na Rede Globo.
- 25 de novembro — Termina Abolição na Rede Globo.

### Dezembro
- 1.º de dezembro — Termina Tarcísio & Glória na Rede Globo.
- 5 de dezembro — Reestreia Corpo Santo na Rede Manchete.
- 8 de dezembro — Termina Armação Ilimitada na Rede Globo.
- 22 de dezembro — A Rede Globo exibe o especial Grupo Escolacho.
- 24 de dezembro
  - A Rede Globo exibe o especial Barão Vermelho e Titãs.
  - Termina Perdidos na Noite na Rede Bandeirantes.
- 28 de dezembro — Termina a 1.ª temporada de TV Pirata na Rede Globo.
- 29 de dezembro — A Rede Globo exibe o Roberto Carlos Especial.
- 30 de dezembro
  - Termina Brincando na Paulista na TV Gazeta.
  - Termina ZYB Bom na Rede Bandeirantes.
  - Termina Praça Brasil na Rede Bandeirantes.
- 31 de dezembro — A Rede Globo exibe o Elba Especial.

## Nascimentos
| Data            | Nome              | Profissão                                            | Nacionalidade           | Observações | Ref |
| --------------- | ----------------- | ---------------------------------------------------- | ----------------------- | ----------- | --- |
| 9 de fevereiro  | Thiago Oliveira   | ator                                                 | Brasil                  |             |     |
| 16 de fevereiro | Kim Soo-hyun      | ator                                                 | Coreia do Sul           |             |     |
| 1 de março      | Katija Pevec      | atriz                                                | Estados Unidos          |             |     |
| 11 de março     | Karen Roca        | atriz                                                | Brasil                  |             |     |
| 20 de março     | Caio Romei        | ator                                                 | Brasil                  |             |     |
| 24 de março     | David Ortega      | ator e modelo                                        | México                  |             |     |
| 27 de março     | Brenda Song       | atriz                                                | Estados Unidos          |             |     |
| 5 de abril      | Daniela Luján     | atriz e cantora                                      | México                  |             |     |
| 10 de abril     | Haley Joel Osment | ator                                                 | Estados Unidos          |             |     |
| 15 de abril     | Thalita Ribeiro   | atriz                                                | Brasil                  |             |     |
| 13 de maio      | Dandara Mariana   | atriz                                                | Brasil                  |             |     |
| 17 de maio      | Nikki Reed        | atriz                                                | Estados Unidos          |             |     |
| 14 de junho     | Kevin McHale      | ator e cantor                                        | Estados Unidos          |             |     |
| 21 de junho     | Anderson Tomazini | ator e modelo                                        | Brasil                  |             |     |
| 22 de junho     | Sofia Arruda      | atriz                                                | Portugal                |             |     |
| 26 de junho     | Cleiton Morais    | ator                                                 | Brasil                  |             |     |
| 4 de julho      | Angelique Boyer   | atriz                                                | México · França (nasc.) |             |     |
| 5 de julho      | Luma Costa        | atriz                                                | Brasil                  |             |     |
| 30 de julho     | Juan Colucho      | ator e modelo                                        | Argentina               |             |     |
| 13 de agosto    | Murilo Couto      | apresentador e humorista                             | Brasil                  |             |     |
| 16 de agosto    | Julia Stockler    | atriz                                                | Brasil                  |             |     |
| 24 de agosto    | Rupert Grint      | ator                                                 | Reino Unido             |             |     |
| 26 de agosto    | Ana Guiomar       | atriz                                                | Portugal                |             |     |
| 15 de setembro  | Chelsea Staub     | atriz                                                | Estados Unidos          |             |     |
| 21 de setembro  | Jacqueline Sato   | atriz                                                | Brasil                  |             |     |
| 4 de outubro    | Melissa Benoist   | atriz                                                | Estados Unidos          |             |     |
| 6 de outubro    | Kayky Brito       | ator                                                 | Brasil                  |             |     |
| 22 de outubro   | Sharon Rooney     | atriz                                                | Escócia                 |             |     |
| 5 de novembro   | Zach Lu           | ator, apresentador de televisão, modelo e roteirista | Taiwan                  |             |     |
| 2 de dezembro   | Alfred Enoch      | ator                                                 | Reino Unido             |             |     |
| 4 de dezembro   | Mario Maurer      | ator e modelo                                        | Tailândia               |             |     |
| 11 de dezembro  | Isaac Alfaiate    | ator                                                 | Portugal                |             |     |
| 12 de dezembro  | Micael Borges     | ator                                                 | Brasil                  |             |     |
| 14 de dezembro  | Vanessa Hudgens   | atriz e cantora                                      | Estados Unidos          |             |     |
| 16 de dezembro  | Anna Popplewell   | atriz                                                | Reino Unido             |             |     |
| 18 de dezembro  | Fábio Bruci Wu    | ator                                                 | Brasil                  |             |     |

## Mortes
| Data          | Nome             | Profissão                                 | Nacionalidade | Observações | Ref |
| ------------- | ---------------- | ----------------------------------------- | ------------- | ----------- | --- |
| 8 de março    | Paulo Celestino  | ator e humorista                          | Brasil        | n. 1924     |     |
| 20 de junho   | Aracy de Almeida | cantora e jurada de programa de televisão | Brasil        | n. 1914     |     |
| 30 de junho   | Chacrinha        | radialista e apresentador de televisão    | Brasil        | n. 1917     |     |
| 9 de agosto   | Ramón Valdés     | ator e comediante mexicano                | México        | n. 1924     |     |
| 22 de outubro | Álvaro Aguiar    | ator                                      | Brasil        | n. 1917     |     |